# Lepus yarkandensis
Lepus yarkandensis este o specie de mamifer din familia iepurilor, Leporidae. Blana sa dorsală este fină, dreaptă și brună-nisipie și are dungi negre cu tentă cenușie, iar blana ventrală este complet albă. Endemică în China, L. yarkandensis este restricționată la Bazinul Tarim din sudul regiunii Xinjiang, China. Este în principal nocturnă și se hrănește cu iarbă și plante din culturi. Femela fată anual două până la trei rânduri de pui, fiecare constând în câte doi până la cinci pui. Este clasificată drept aproape amenințată⁠(en)[traduceți] pe Lista roșie a IUCN privind speciile amenințate și de către Lista Roșie a Vertebratelor Chinei. Totuși, geneticieni chinezi au afirmat că specia este „periclitată” din cauza habitatului limitat și fragmentării sale, și a vânării excesive și braconajului.   

## Taxonomie
În anul 1875, zoologul german Albert Karl Ludwig Gotthilf Günther⁠(en)[traduceți] a descris pentru prima oară această specie, acordându-i numele Lepus yarkandensis, în Annals and Magazine of Natural History⁠(en)[traduceți]. Gureev în 1964 și de asemenea Averianov în 1998 au plasat specia în subgenul Tarimolagus. Aceasta nu are nicio subspecie recunoscută. În rândul populațiilor izolate din Bazinul Tarim au loc subdivizare genetică și un flux scăzut de gene. Analizarea secvenței buclei-D⁠(en)[traduceți] mitocondriale a arătat că a fost observată divergență genetică semnificativă în rândul unor populații, însă în rândul altor populații nu a fost observată divergență genetică semnificativă. În populațiile ce populează periferia sudică a Deșertului Taklamakan a fost descoperit un nivel mai scăzut de diversitate genetică. Se presupune că tiparul amestecării descendențelor indicat de datele legate de citocromul B⁠(en)[traduceți] mitocondrial al ADN-ului s-ar putea datora fluxului extensiv de gene din rândul populațiilor speciei. Asta s-ar putea explica prin extinderea demografică probabilă a speciei din timpul perioadei interglaciare din Pleistocenul târziu. Se poate ca arealurile estice și nordice de răspândire să fi trecut prin trei colonizări postglaciare.

## Descriere
Este un iepure propriu-zis mic, măsurând 285 până la 430 mm în lungime și cântărind 1,1 până la 1,9 kg. Craniul este mic, măsurând 76 până la 88 mm în lungime. Are cavități nazale înguste ale căror porțiuni din spate sunt drepte și plate. Apofiza⁠(en)[traduceți] supraorbitară este joasă și plată sau este ușor curbată în sus. Bulele auditive sunt rotunde și înalte, iar puntea palatală este îngustă. Are blană dorsală fină, dreaptă și de culoare brună-nisipie cu dungi negre cu tentă cenușie, și blană ventrală complet albă. Are urechi lungi ce măsoară fiecare câte 90 până la 110 mm în lungime și cărora le lipsește culoarea neagră la vârfuri. Blana de iarnă are un ton mai deschis și este brună-nisipie deschisă deasupra. Părțile inferioare⁠(en)[traduceți] sunt albe. Coada este de 55 până la 86 mm în lungime și de culoare fumurie,  dedesubt și de-a lungul lateralelor având culoare albicioasă sau albă-gălbenie cu tentă de crem. Incisivii superiori sunt umpluți cu cement și au șanțuri în formă de „V”. Labele picioarelor din față sunt foarte palide și sunt brune în față, iar labele picioarelor din spate sunt mai palide, tot brune în față și măsoară 90 până la 110 mm în lungime.
Se distinge de specia Lepus tibetanus prin lipsa sa de negru lângă vârful marginilor urechilor. Este de asemenea deosebită de Lepus oiostolus pallipes prin lipsa sa de cenușiu la crupă. Este de asemenea de dimensiune mai mică și are picioare mai subțiri atât față de Lepus tibetanus, cât și Lepus oiostolus pallipes.
Specia este ușor de deosebit de alți iepuri propriu-ziși chinezești, având urechi mai lungi decât Lepus sinensis. La fel ca la iepurele de Himalaia (Lepus oiostolus) și Lepus sinensis, o examinare a craniului arată că șanțul din partea din față a incisivilor superiori este umplut cu cement.

## Răspândire și habitat
Endemică în China, Lepus yarkandensis este restricționată la Bazinul Tarim din sudul provinciei Xinjiang, China. Răspândirea sa completă, potrivit lui Angermann, cade între latitudinile 36° N și 42° N și longitudinile 76° E și 92° E.
Preferă bazine și zone deșertice cu vegetație reprezentată de Tamarix chinensis⁠(en)[traduceți], desișuri sau plopi, situate de-a lungul periferiilor râurilor care înconjoară munții din Deșertul Taklamakan. Această răspândire a speciei este în formă de inel. De asemenea, aceasta folosește stufărișul de-a lungul râurilor pentru adăpost și obișnuiește să evite terenurile agricole. S-a estimat că în Bazinul Tarim trăiesc în jur de 200.000 de indivizi.

Cu toate acestea, în 2010 Y.H. Wu de la Academia Chineză de Științe⁠(en)[traduceți] a scris categoric că specia este „periclitată”, în principal din cauza peticelor sale, fragmentate și izolate, de populație. După cum a scris profesorul Wu:
Iepurele de Yarkand este o specie periclitată. ... [Aceasta] este răspândită în oaze răsfirate care sunt izolate fizic de deșert.
 Prin urmare, „habitatul natural fragmentat al său o face să fie un obiect ideal pentru studierea efectului fragmentării habitatului⁠(en)[traduceți] asupra structurii sale genetice.”

## Ecologie
Este o specie în principal nocturnă, în general ieșind afară dimineața devreme sau seara târziu, dar se poate hrăni și noaptea. Se ascunde în depresiuni, sub vegetație, în timpul zilei. Hrănindu-se cu iarbă și plante din culturi, iepurele folosește pentru găsirea hranei trasee consacrate ce pot fi lungi de 1 până la 2 km. Sezonul de reproducere începe în februarie și poate dura șapte până la opt luni, extinzându-se cel mult până în septembrie. Femela fată anual două sau trei rânduri de pui, fiecare constând din câte doi până la cinci pui. Deși nu există nicio informație despre domeniul vital al său, în trecut a fost conchisă o densitate mare a populației. În 1983, Gao a consemnat că în decursul a trei ore de observat pe teren, patru oameni pot găsi 20 sau mai mulți de astfel de iepuri.
Prădătorul său principal este vulturul.

## Stare de conservare
Din 1996 încoace este clasificată pe Lista roșie a IUCN privind speciile amenințate drept specie aproape amenințată⁠(en)[traduceți]. Motivul este că aceasta are o suprafață ocupată restricționată, cu toate că este o specie răspândită la nivel larg și a fost semnalată ca fiind găsită frecvent pe cuprinsul răspândirii sale. În plus, tendințele de creștere/scădere ale populației, ce sunt în scădere cu în jur de 30 %, îi justifică acesteia statutul de specie aproape amenințată, fiind aproape întrunite criteriile pentru a fi clasificată drept vulnerabilă. Este vânată ca specie de vânat, iar între anii 1958 și 1981 au fost produse anual în jur de 10.000 de blănuri din specimene de-ale acestei specii. Activități umane precum dezvoltarea transportului și exploatarea petrolieră au dus la declinul populației speciei. Lista Roșie a Vertebratelor Chinei a listat-o drept aproape amenințată, iar anterior a fost listată la nivel regional drept vulnerabilă. Se găsește în rezervațiile naturale Aerjinshan, Luobupoyeluotuo și Talimuhuyanglin. După cum remarcă raportul IUCN: 
Totuși, activitatea umană crescută pe cuprinsul arealului său influențează fără îndoială negativ această specie. În prezent nu există date disponibile pentru a cuantifica declinul actual al populației. Se presupune că declinurile sunt moderate (aproximativ 30 %) și este, prin urmare, listată drept aproape amenințată, aproape calificându-se pentru a fi listată drept vulnerabilă (VU) conform A2cd. Specia se găsește numai în oazele larg spațiate ce înconjoară Bazinul Tarim – ceea ce o face foarte fragmentată; majoritatea deșertului este lipsit de apă sau vegetație. Sunt necesare mai multe date legate de nivelul efectiv al populației de L. yarkandensis din oaze care îi definesc suprafața ocupată, precum și dacă specia este sau nu în prezent braconată pentru hrană sau blănuri.
 Deși a fost la nivel regional „clasificată ca VU conform criteriilor A1cd (Wang și Xie 2004)”, a fost preferat mai bunul criteriu A2, „căci cauza/cauzele declinului nu a(u) încetat și este de așteptat să continue în viitor.”
Sinergia pierderii habitatului, eterogenității habitatului și recoltelor nesustenabile este motiv de îngrijorare din punct de vedere al conservări. După cum s-a indicat anterior, unii cercetători chinezi cred că specia este „periclitată.”